# Verneri Suhonen
Verneri Suhonen (* 11. März 1997 in Lahti) ist ein finnischer Skilangläufer.

## Werdegang
Suhonen nahm im Dezember 2013 in Vuokatti erstmals am Skilanglauf-Scandinavian-Cup teil und belegte dabei den 183. Platz über 15 km klassisch. Beim Europäischen Olympischen Winter-Jugendfestival 2015 in Steg kam er auf den 39. Platz über 10 km klassisch, auf den 20. Rang über 7,5 km Freistil und auf den 18. Platz im Sprint. In den Jahren 2015, 2016, 2017 und 2020 wurde er finnischer Juniorenmeister im Sprint. Bei den Nordischen Junioren-Skiweltmeisterschaften 2016 in Râșnov errang er den 25. Platz im Sprint. 2020 und 2024 holte er jeweils Silber bei den finnischen Meisterschaften im Sprint.
Sein Debüt im Skilanglauf-Weltcup hatte er im November 2016 in Ruka, das er auf dem 76. Platz im Sprint beendete. Bei den Nordischen Junioren-Skiweltmeisterschaften 2017 in Soldier Hollow lief er auf den 24. Platz über 10 km Freistil, auf den 11. Rang mit der Staffel und auf den fünften Platz im Sprint. Ende Januar 2018 holte er in Seefeld in Tirol mit dem 30. Platz im Sprint seinen ersten Weltcuppunkt.
Ende Februar 2024 siegte er über 62 km Freistil im Finlandia-hiihto, dem größten Skimarathon in Finnland und Etappe der Worldloppet-Serie, nach einem 5. Platz im Vorjahr in der klassischen Technik.